# برایان جکز
برایان جکز (انگلیسی: Brian Jacks؛ زادهٔ ۵ اکتبر ۱۹۴۶) جودوکار اهل بریتانیا بود.